# Padanda atkinsoni
Padanda atkinsoni är en insektsart som beskrevs av William Lucas Distant 1906. Padanda atkinsoni ingår i släktet Padanda och familjen Dictyopharidae. Inga underarter finns listade i Catalogue of Life.